# 沙克
沙克（1907年1月—1993年12月1日），曾用名沙星澜，辽宁东港汤池镇石岱村人，中国人民解放军开国少将。

## 生平
1920年进入安东县立商科学校学习。1925年8月参加东北军，被选送到东北陆军讲武堂学习，1927年毕业。历任东北军第五十三军第647团副官、连长，第691团副官、代营长。九一八事变后，积极参加抗日救亡运动。1936年参加东北武装同志抗日救亡先锋队。1937年5月加入中国共产党。
抗日战争时期，历任冀中人民自卫军第3总队总队长、特务团团长。1938年5月4日八路军冀中第九支队长暨第三军分区司令员、冀中军区司令部参谋处长。1941年12月任八路军第三纵队暨冀中军区副参谋长。1943年9月任晋察冀军区副参谋长。1945年2月任冀中军区参谋长。
抗战胜利后，率冀中31团约1500人挺进冀察热辽，任冀热辽军区副司令员兼参谋长。1946年2月任安东军区副司令员。1947年夏任辽东军区参谋长、东北民主联军第四纵队副司令员、安东军区司令员兼安东邮政学校校长。1948年8月任东北野战军第三纵队副司令员、第四十军副军长。1949年4月任第四野战军特种兵司令部炮兵第二师师长。
中华人民共和国成立后，任中国人民解放军空军训练部副部长、军训部部长，中國人民解放軍空軍指揮學院副院长。1955年，授予少将军衔，获一级独立自由勋章、一级解放勋章。
1963年10月离职休养。“文化大革命”中受到冲击。1988年荣获中国人民解放军一级红星功勋荣誉章。1993年12月1日在北京病逝。